# Irina Pecernikova
Irina Viktorovna Pecernikova (în rusă Ирина Викторовна Печерникова; n. 2 septembrie 1945, Groznîi, RSFS Rusă, URSS – d. 1 septembrie 2020, Lazarevo⁠(d), Petrovskoye rural settlement⁠(d), Regiunea Iaroslavl, Rusia) a fost o actriță rusă de teatru și film. A fost distinsă cu titlul de artistă emerită a RSFR Ruse (în rusă Заслуженный артист) (1988).

## Biografie
Irina Pecernikova s-a născut la 2 septembrie 1945, în orașul Groznîi. Tatăl ei era Viktor Fiodorovici Pecernikov (1907-2000), iar mama ei se numea Dolina Liubov Petrovna (1911-1986). S-a mutat ulterior împreună cu familia la Moscova și a locuit pe Leninski Prospekt.
A fost admisă la Școala-studio al Teatrului Academic din Moscova, iar în anul II a fost invitat să joace un rol interesant și complex în piesa Iarna nemulțumirii noastre. În 1966 a absolvit studiile artistice și a început să lucreze la Teatrul comsomolist Lenkon din Moscova, iar din 1968 la Teatrul Academic Vl. Maiakovski. În perioada 1978—1990 a jucat la Teatrul Mic.
Irina Pecernikova a jucat în mai multe filme, fiind considerată una dintre cele mai frumoase femei din Uniunea Sovietică. În film i-a avut ca parteneri pe celebrii actori Veaceslav Tihonov, Innochenti Smoktunovski, Oleg Dal și alții. S-a aflat în relații amicale cu Vladimir Vîsoțki. Actrița a jucat în multe filmat în cea de-a doua jumătate a anilor 1960 și în anii 1970. În anii 1980 întreaga energie creatoare a Pecernikovei a fost dedicată Teatrului Mic.
A fost căsătorită de trei ori. Primul soț a fost muzicianul polonez Zbigniew Bizon, iar cel de-al doilea soț al Pecernikovei a fost un celebrul actor Boris Galkin. Ambele căsătorii au fost de scurtă durată. În anii 1990, odată cu destrămarea Uniunii Sovietice, Irina Pecernikova a intrat într-o prelungită criză de creație. Nu a mai fost solicitată să joace în filme și a avut o problemă legată de consumul de alcool. Actrița a reușit să facă față problemelor vieții și și-a găsit dragostea în persoana lui Alexandr Soloviov, care a devenit în 1997 cel de-al treilea soț al ei. Căsnicia lor a durat doar trei ani. Irina Pecernikova nu are un copil din niciuna din cele trei căsătorii.
În anii 2010 actrița a început să fie invitată din nou în filme și spectacole de televiziune, participând la emisiunea «Формула красоты». Viața și creația artistică a Irinei Pecernikova a făcut subiectul filmului documentar «Ирина Печерникова. Лекарство от одиночества» (2010).

## Activitatea artistică

### Roluri în teatru
1. 1966 — Teatrul „Lenkom” — Molière de Mihail Bulgakov — Armanda Bejar
2. 1969 — Teatrul Maiakovski — Doi tovarăși de Vladimir Voinovici[5]
3. 1977 — Teatrul. Maiakovski — Venceremos de Ghenrih Borovik — Rita
4. 1990 — Teatrul de pe Malaia Bronnaia — Jazzman de Vitali Pavlov

Piese jucate la Teatrul Mic
1. 1977 — Conjurația lui Fiesco de Fr. Schiller — Leonora
2. 1977 — Маленькая эта земля de G. Jagarov — Sneja
3. 1978 — Ревнивая к себе самой de Tirso de Molina — dona Magdalena
4. 1979 — Regele Lear de W. Shakespeare — Cordelia
5. 1979 — Красавец мужчина de Аlexandr Ostrovski — Zoia Okoiomova
6. 1980 — Вызов de Gheorghi Markov și Eduard Șim — Sofia
7. 1983 — Дети Ванюшина de Serghei Naidionov — Inna
8. 1983 — Утренняя фея de А. Kason — Аdela și Аnjelika
9. 1984 — Накануне de Ivan Turgheniev — Elena Stahova
10. 1985 — Fedra de Jean Racine — Аricie
11. 1986 — Omul care râde de Victor Hugo — Dea
12. 1987 — Игра de Iuri Bondarev — Irina Skvorțova

### Roluri în filme
1. 1967 — Каменный гость — donna Anna
2. 1968 — Первая любовь — Zinaida Zasekina
3. 1968 — Доживём до понедельника — profesoara de engleză Natalia Sergheevna Gorelova
4. 1968 — Щит и меч
5. 1970 — Любовь к трём апельсинам — Smeraldina
6. 1973 — Orașe și ani — Rita Starțova
7. 1973 — Открытие (Рукопись академика Юрышева) — Liza
8. 1973 — По собственному желанию — Polina Riazanova
9. 1975 — Вариант «Омега» — Elena Ivanovna Skorina, soția lui Serghei
10. 1976 — Сказ про то, как царь Пётр арапа женил — contesa Louise de Cavaignac
11. 1976 — Птицы наших надежд — Dina
12. 1976 — Два капитана — Maria Vasilievna Tamarinova, mama Katiei
13. 1977 — Первые радости — Liza Meșkova
14. 1978 — Личное счастье — Irina Zamiatina, actrița de teatru locală, soția lui Ilia
15. 1978 — Однокашники — Тоnia, amanta lui Lobanov
16. 1978 — Человек меняет кожу — Valentina
17. 1979 — Необыкновенное лето — Liza Meșkova
18. 1979 — Голубой карбункул — Кatarina
19. 1981 — 34-й скорый — Lola
20. 1985 — Набат на рассвете — Natalia Egorovna
21. 1991 — Анна Карамазофф — uzbeca
22. 2001 — Не покидай меня, любовь — Тasia, soția lui Ghennadi
23. 2007 — Последняя репродукция — Vassa Andreevna

### Rolul în seriale TV
1. 1975 — Страницы журнала Печорина — prințesa Mary
2. 1976 — Martin Eden (film spectacol) — Ruth Morse / Tereza
3. 1978 — Месяц длинных дней — Natalia, fiica lui Zvanțev

### Roluri în piese de teatru radiofonic
1. 1976 — Martin Eden de Jack London — Ruth Morse (regizat de Serghei Evlahișvili)
2. 1978 — Robin Hood - Cecile (regizat de B. Kondratiev)
3. 1980 — Gelos față de sine însăși de Tirso de Molina — dona Magdalena (regizor Leonid Heifeț, în rolurile principale: V. Еzepov, O. Martinov, N. Vereșcenko, K. Moiseeva)
4. 1987 — Ajunul de Ivan Turgheniev — Elena Stahova (spectacol la Teatrul Mic, regizor V. Sedov, în rolurile principale: A. Haritonov (Insarov), M. Sedova (Anna Vasilievna Stahova), A. Korșciunov (Șubin), A. Ovcinnikov (Bersenev))

## Filme documentare
1. 2010 — «Ирина Печерникова. Лекарство от одиночества» (documentar despre viața și creația actriței)
2. 2015 — «Ирина Печерникова. Мне не больно» (documentar despre viața și creația actriței)

## Cărți publicate
- Ирина Печерникова. Дожила до понедельника. — М.: Время, 2008. — 448 с. — (Диалог). — 5000 экз. Format:Книга